# Leopold Kupelwieser

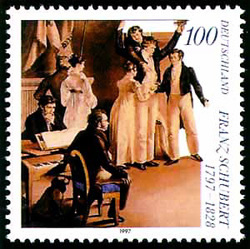
"Schubertianer in Afzenbrugg" av L. Kupelwieser. Tyskt frimärke utgivet i januari 1997.

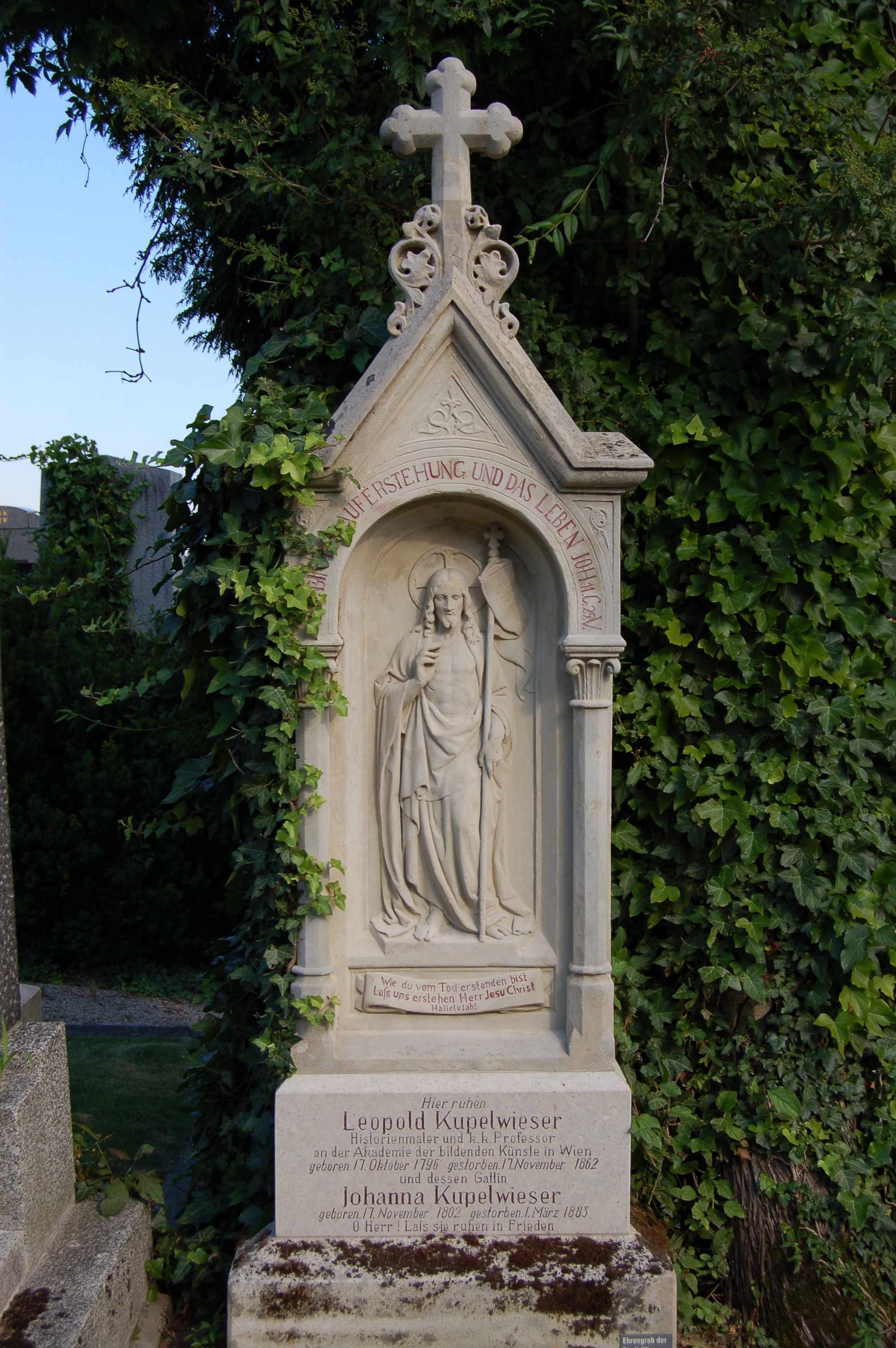
Gravmonument över Leopold Kupelwieser på Grinzinger Friedhof.

Leopold Kupelwieser, född 17 oktober 1796 i Markt Piesting, död 17 november 1862 i Wien, var en österrikisk konstnär. 
Kupelwieser studerade i Wien och Italien, ägnade sig  nästan uteslutande åt religiösa ämnen och slöt sig närmast till Josef von Führich. Han målade med stor lätthet, utförde andaktsbilder och altartavlor i mängd och även fresker. Bland dessa märks målningar i Altlerchenfelder Pfarrkirche i Wien.